# Reggie Miller
Reginald Wayne Miller (Riverside, Kalifornia, 1965. augusztus 24. –) hivatásos amerikai kosárlabdázó.

## Díjak és rekordok
- 5× NBA All-Star: 1990, 1995, 1996, 1998, 2000
- 3× All-NBA:
  - All-NBA Harmadik csapat: 1995, 1996, 1998
- 50-40-90 klub
- Az NBA 75. évfordulójának csapata[4]